# Кучерівка (Полтавський район)
Куче́рівка —  село в Україні, у Диканській селищній громаді Полтавського району Полтавської області. Населення становить 20 осіб. До 2020 орган місцевого самоврядування — Андріївська сільська рада.

## Географія
Село Кучерівка знаходиться на лівому березі річки Вільхова Говтва, вище за течією на відстані 4 км розташоване село Борисівка, нижче за течією на відстані 1 км розташоване село Очканівка, на протилежному березі - село Андріївка. Річка в цьому місці пересихає, її русло сильно заболочене. По селу протікає пересихаючий струмок з загатою.

## Історія
12 червня 2020 року, відповідно до розпорядження Кабінету Міністрів України № 721-р «Про визначення адміністративних центрів та затвердження територій територіальних громад Полтавської області», село увійшло до складу Диканської селищної громади.
19 липня 2020 року, в результаті адміністративно - територіальної реформи та ліквідації Диканського району, село увійшло до складу новоутвореного Полтавського району.